# Ференц Сойка
Ференц Сойка (угор. Szojka Ferenc; 7 квітня 1931, Шалготар'ян — 17 вересня 2011, Шалготар'ян) — угорський футболіст, що грав на позиції півзахисника.
Виступав, зокрема, за клуб «Шалготар'ян», а також національну збірну Угорщини.

## Клубна кар'єра
З 1946 по 1950 роки виступав за молодіжну команду клубу «Шалготар'ян». У дорослому футболі дебютував 1950 року виступами за головну команду клубу «Шалготар'ян», кольори якої і захищав протягом усієї своєї кар'єри гравця, яка тривала цілих сімнадцять років. Більшість часу, проведеного у складі «Шалготар'яна», був лідером та основним гравцем команди. Загалом зіграв 369 матчів у національному чемпіонаті, 324 матчі з яких відіграв у вищому дивізіоні. В 1956 році був удостоєний звання гравець року в Угорщині. В 1966 році завершив кар'єру гравця.
Помер 17 вересня 2011 року на 81-му році життя у місті Шалготар'ян.

## Виступи за збірну
В 1952 році викликався до складу збірної Угорщини для участі в Олімпіаді 1952 року, яка проходила в Гельсінкі. На ній збірна Угорщина виграла золоту медаль, але Ференц не став олімпійським чемпіоном, оскільки не зіграв жодного матчу на турнірі. 1954 року дебютував у складі національної збірної Угорщини. В 1960 році зіграв останній матч у футболці національної збірної, сталося це в Брюсселі на стадіоні «Хайзель», проти Бельгії. Протягом кар'єри у національній команді, яка тривала 7 років, провів у формі головної команди країни 28 матчів, забивши 1 гол.
У складі збірної був учасником чемпіонату світу 1954 року у Швейцарії, де разом з командою здобув «срібло», чемпіонату світу 1958 року у Швеції, на якому команда здобула бронзові нагороди.
Голи Ференца Сойки за головну збірну Угорщини
| Гол | Дата        | Стадіон                 | Суперник | Рахунок | Рахунок | Змагання         |
| --- | ----------- | ----------------------- | -------- | ------- | ------- | ---------------- |
| 010 | 11. 5. 1955 | Расунда, Сульна, Швеція | Швеція   | ?:3     | 3:7     | Товариський матч |

## Титули і досягнення
- Віце-чемпіон світу: 1954